# Callinique (exarque)
Pour les articles homonymes, voir Callinique.
Callinique (en latin : Callinicus ou Callinicius selon les sources) était exarque de Ravenne de 596 à 603 .

## Biographie
L'identification avancée dans des études anciennes entre l'exarque Callinique et un patricien homonyme attesté vers 565 comme porte-parole du Sénat semble désormais très improbable du fait des trente années qui séparent cette date et celle de sa nomination en 596. L'exarque Callinique serait dans ce cas beaucoup trop âgé en 596 s'il était le Patricien de 565.
Callinique, nommé également Callinicus ou Callinicius, devient en effet exarque de Ravenne vers la fin de l'année 596. À la différence de ses prédécesseurs  dans cette fonction, ses rapports avec le pape Grégoire le Grand sont très tendus. Callinique doit céder aux pressions du pontife qui milite pour une trêve entre l'Empire et les Lombards. En 598, Callinique accepte une trêve avec les Lombards, qui bien que définie comme « fermissima » par Paul Diacre, est seulement conclue pour deux ans . Préservé par cet accord d'un coup de main des armées lombardes, Callinique peut s'investir dans la défense de la partie septentrionale de l'Istrie, menacée par une invasion des Slaves, qu'il repousse au cours de l'été 599. 
En politique religieuse, Callinique accepte un compromis somme toute tolérant dans le conflit avec les partisans du schisme des Trois Chapitres, soulevant les critiques du pape Grégoire qui voulait fait preuve en la matière de plus de fermeté. Il joue également le rôle de médiateur entre le pontife et l'évêque de Salone accusé par Grégoire de simonie et contribue à la réconciliation des deux partis.
En 601-602, afin de contraindre le gouvernement lombard à renouveler le traité de paix il occupe 
Parme et capture une fille du roi Agilulf et son gendre Godelscalk qui sont envoyés à Ravenne . Le souverain lombard riposte immédiatement par une invasion de concert avec les Avares et les Slaves de la Vénétie byzantine, mettant à feu et à sang Padoue et s'emparant de Monselice il détruit Crémone puis Mantoue. Il obtient ainsi la restitution de sa fille, de son gendre et de son petit-fils. Du fait de ces revers, Callinique est rappelé et remplacé par Smaragde, qui devient ainsi exarque pour la seconde fois.

## Source de traduction
- (it) Cet article est partiellement ou en totalité issu de l’article de Wikipédia en italien intitulé « Callinico (esarca) » (voir la liste des auteurs).